# Mystery spot
«Mystery Spot» (с англ. — «Загадочное место») — туристическая достопримечательность, расположенная недалеко от Санта-Круз, штат Калифорния в США. Открыта в 1941 году.
Владельцы этого места (которое составляет около 150 футов или 45.7 метров в диаметре) утверждают, что в этом месте законы физики и гравитации нарушены, и демонстрируют ряд оптических иллюзий в поддержку этих теорий, где вода, кажется, течёт вверх; люди, кажется, стоят в наклонной позиции и т.д.

## Объяснение иллюзии
«Mystery Spot» расположено на склоне холма и представляет систему визуальных иллюзий, связанных с наклоном объектов, находящихся на территории этого аттракциона. Иллюзию посетители испытывают в результате окружающей среды, имеющей странные наклоны, а также стоя на наклонном полу находящейся там постройки. Внутри наклонной комнаты в «Mystery Spot», происходит неправильное восприятие высоты и ориентации объектов.
Даже когда участники экскурсии находятся снаружи на ровной поверхности. Наклон здания на заднем плане вызывает неправильное представление о росте людей на фоне наклонной крыши, а не истинного горизонта.